# Limosina spinifemorata
Limosina spinifemorata är en tvåvingeart som beskrevs av Papp 1973. Limosina spinifemorata ingår i släktet Limosina och familjen hoppflugor.
Artens utbredningsområde är Mongoliet. Inga underarter finns listade i Catalogue of Life.